# Préhistoire du Sri Lanka
 (septembre 2020).
Si vous disposez d'ouvrages ou d'articles de référence ou si vous connaissez des sites web de qualité traitant du thème abordé ici, merci de compléter l'article en donnant les références utiles à sa vérifiabilité et en les liant à la section « Notes et références ».
La préhistoire du Sri Lanka commence avec les premières traces connues laissées par l'Homme au Sri Lanka, il y a environ 300 000 ans, et s'achève avec la fondation du royaume d'Anurâdhapura, en 377 av. J.-C..
Au cours du dernier million d'années, le Sri Lanka a été connecté au sous-continent indien durant les périodes glaciaires du Pléistocène, lorsque le niveau de la mer était 180 mètres plus bas qu'actuellement, la dernière séparation s'étant produite durant l'Holocène, il y a environ 6 000 ans. Pour cette raison, il est impossible de considérer la préhistoire sri-lankaise séparément de celle de l'Inde. Les premières traces d'activités d'hominidés au Sri Lanka datent d'il y a 125 000 ans, à plus de 500 000 ans.